# 토지문화관

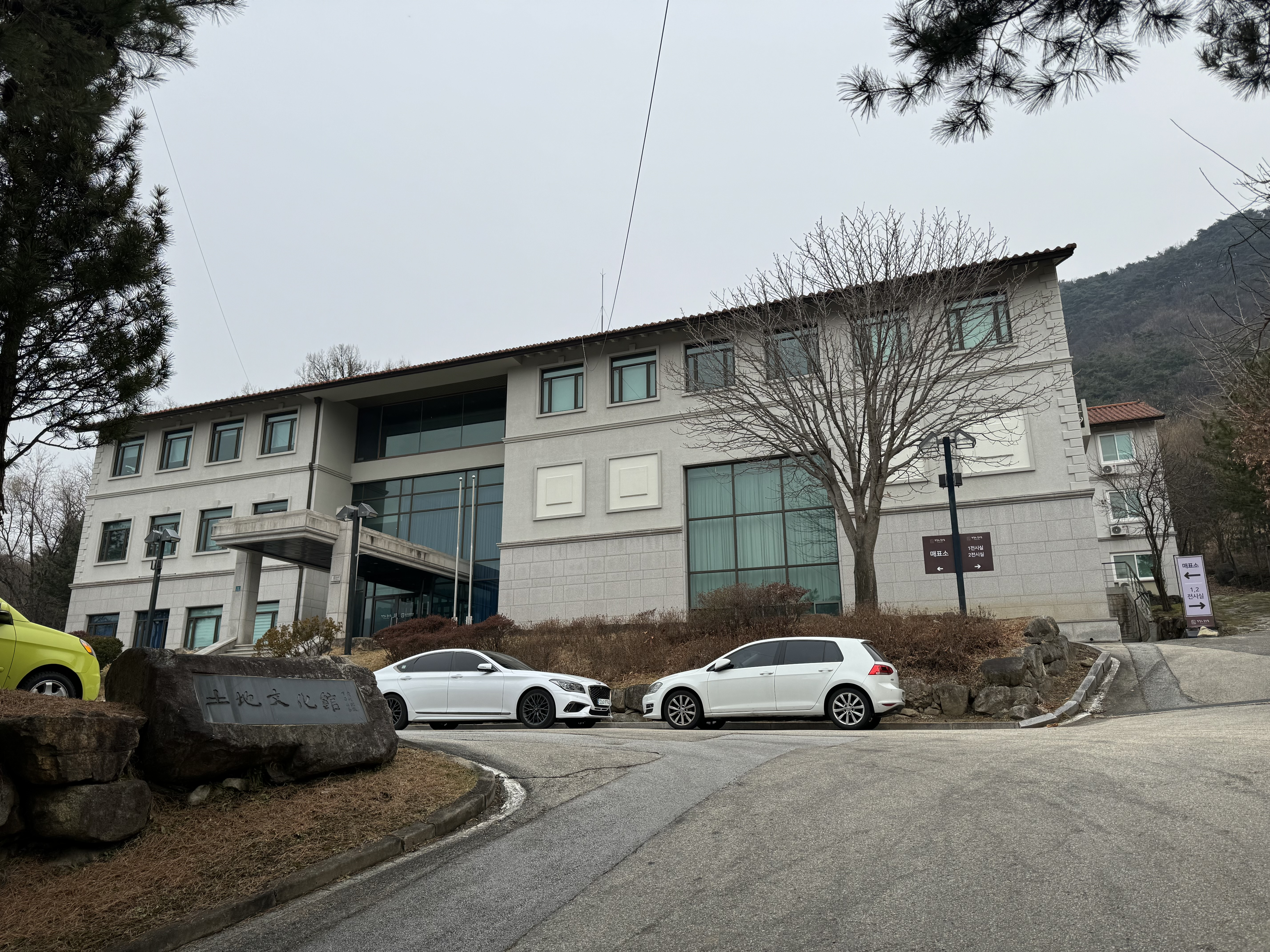
박경리 토지문화관의 모습

토지 문화관은 강원특별자치도 원주시 흥업면 매지리 570번지에 있는 문화시설로 1999년 개관하였다.
대하소설 토지로 유명한 작가 박경리가 집필생활을 하던 곳으로 현재는 토지문학재단이 운영한다. 문학관 안에는 박경리뮤지엄이 운영되고 있으며, 지역민을 위한 문학강좌와 유망작가를 위한 집필실 대여도 하고 있다.
원주시 단구동에 있는 토지문학공원과는 다른 곳이다